# Mustafa Barzani
Mustafa Barzani (kurdo: مستهفا بارزانی Mistefa Barzanî) (14 de marzo de 1903-1 de marzo de 1979) también conocido como Mullah Mustafa fue un dirigente nacionalista kurdo, y la figura política más importante en la Kurdistán moderna. En 1946,  fue elegido como el dirigente del Partido Democrático de Kurdistán (KDP) para dirigir la revolución kurda contra los regímenes iraquíes. Barzani fue el principal dirigente político y militar la revolución kurda hasta su muerte en marzo de 1979. Dirigió campañas de lucha armada contra los gobiernos de Irak e Irán.

## Infancia y juventud
Mustafa Barzani nació en 1903 en Barzan, un pueblo en el norte del Kurdistán iraquí, (entonces parte del Imperio otomano). Siguiendo una insurrección lanzada por su tribu,  fue llevado junto con su madre y el resto de su familia a prisión, cuándo Barzani tenía solo cinco años. Su padre, su abuelo, y uno de sus hermanos fueron más tarde ejecutados por las autoridades otomanas por otras insurrecciones. A una edad temprana se unió a otros luchadores tribales en ayudar a la rebelión Sheikh Barzinji contra los británicos en Irak.
En 1931 acompañó a su hermano mayor, el cacique Barzani jeque Ahmed Barzani, quién dirigió una insurrección en contra los intentos de Bagdad para romper el poder tribal en las regiones kurdas de Irak. La insurrección empezó cuándo Sheikh Ahmed Barzani había introducido a una contienda con un jefe tribal vecino en Baradost después que este último atacó a Sheikh Ahmed por herejía, que llevó a Irak a intervenir ya que habían pretendido comprobar la tribu antes de la fecha. Irak recibió ayuda de sus aliados británicos, quienes se comprometieron en un ataque aéreo contra los territorios en rebelión. Los bombardeos aéreos provocaron daños e histeria generalizada, lo que llevó al jeque Ahmad para rendirse ante las fuerzas turcas en la frontera entonces disputada con Turquía en junio de 1932, mientras Mustafa Barzani y su hermano Muhammad Sadiq continuaron luchando para el próximo año. En el consejo del jeque Ahmad, Mustafa Barzani se rindió ante Irak.
Mustafa Barzani fue mantenido bajo vigilancia hasta 1943, cuándo se liberó nuevamente de su exilio a Sulyamaniyah cuando Irak experimentó los efectos de la Segunda Guerra Mundial. Bagdad utilizó nuevamente las rivalidades tribales para derrotar a Barzani, enviándolo, al jeque Ahmad, y aproximadamente tres mil seguidores que huyeron a través de la frontera a Irán, ingresando a Oshnaviyeh en octubre de 1945, donde los kurdos nacionalistas bajo el mando de la Unión Soviética establecían nuevo estado kurdo. A pesar de diferencias entre Qazi Muhammad y Mustafa Barzani, la llegada de las fuerzas de Barzani dieron un impulso a la capacidad de los nacionalistas para tomar control sobre la región.

## La República de Kurdistán en Mahabad
En diciembre de 1945 los kurdos de la república de Kurdistán fue declarada por el dirigente del partido democrático de Kurdistán en Irán, Qazi Muhammad, en Mahabad (noroeste de Irán) el cual estaba bajo control militar soviético. Barzani fue nombrado como el ministro de Defensa y comandante del ejército kurdo en la República de Kurdistán. Cuando las fuerzas iraníes empezaron a combatir las fuerzas de la República de Mahabad, Barzani mostró su reputación como comandante capaz, con sus fuerzas que causan derrotas en las divisiones iraníes, y fue uno del pocos que no se rindió o defecto al avance de las fuerzas iraníes.
En mayo de 1946, las tropas soviéticas se retiraron de Irán y todo el apoyo a la República de Kurdistán fue cortada, de acuerdo con la conferencia de Yalta. En diciembre de aquel año Mahabad fue finalmente invadido por tropas iraníes, el cual fue seguido con castigos duros para los involucrados; el presidente de la República Qazi Muhammad fue colgado en público en la plaza "Çuar Çira" en la ciudad de Mahabad junto con su hermano y su primo, y un número de las bibliotecas que contienían textos kurdos fueron incendiados.

## Exilio a la Unión Soviética

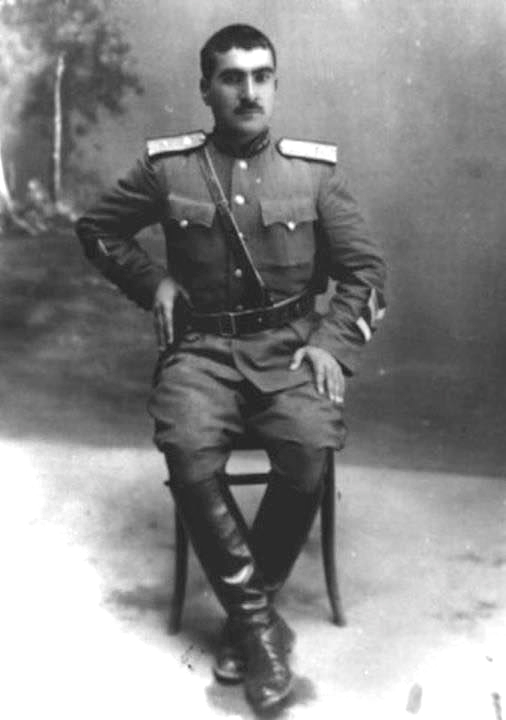
Barzani en 1946.

Barzani y sus seguidores llegaron a la Armenia soviética y se estableció en un campamento cercano a Najicheván. Después de apelar a la Unión Soviética para ayudarlos, Barzani y sus seguidores fueron trasladados al Azerbaiyán soviético, mantenido en los campamentos cercanos y alrededor de Bakú. Barzani Conoció a las autoridades del Partido Comunista de la RSS de Azerbaiyán, quién bajo los órdenes de Moscú se les ordenó apoyar a los kurdos.
En noviembre de 1947, Barzani conoció por primera vez a Mir Jafar Baghirov, el primer secretario del Partido Comunista en Azerbaiyán, para hablar lo que los kurdos podrían hacer en la URSS. Sus seguidores se organizaron en un regimiento militar y recibieron entrenamiento en táctica militar y política, así como en educación para aprender a leer y escribir kurdo.
El 19 de enero de 1948, se realizó una conferencia reuniendo a los kurdos de Irak e Irán en Bakú, donde Barzani perfiló un plan para el movimiento kurdo. Esto llevó a Irán una vez más exigir que la Unión Soviética extraditada a Barzani y sus seguidores a Irán para enjuiciarlos, cosa que la Unión Soviética rechazó. Barzani, sin embargo, se metió rápidamente en problemas con Baghirov debido a las diferencias y posturas hacia el movimiento kurdo. Como Baghirov estuvo conectado a Lavrenti Beria, esto dio a Baghirov mucho poder en asuntos regionales, llevando a Barzani pidiendo a sus seguidores ser transferidos fuera de Azerbaiyán, temiendo que Baghirov actuaría en contra de ellos.
Barzani y su grupo fueron transferidos al Uzbekistán soviético en agosto de 1948, pero las disputas entre Baghirov y Barzani no fueron olvidadas. A pesar de garantías tanto de él como el Primer Secretario del Partido Comunista de la RSS de Uzbekistán Usman Yusúpov, la rivalidad de Baghirov con Barzani se extendió a Uzbekistán y como resultado, él y mucho de sus seguidores se separaron y se esparcieron a través del país para realizar trabajos forzados. Por los siguientes tres años, Barzani estuvo separado de sus seguidores, lo que los lleva a participar en tomas y huelgas, exigiendo a reunirse y que su causa sea reconocida.
Barzani envió numerosas cartas a Moscú, dirigidas a Iósif Stalin, pidiendo que él y sus seguidores estén reunidos y fuesen mejor tratados. Solo una de estas cartas logró entrar al Kremlin y poco después en marzo de 1951, funcionarios soviéticos realizaron investigaciones para dirigir las preocupaciones de Barzani y de sus seguidores. El comité encontró que Barzani y sus seguidores eran injustamente tratados, y en agosto de 1951 el gobierno soviético se reunió con Barzani y otros kurdos, dando a Mustafa Barzani una residencia en Taskent mientras el resto se les dieron casas en una pequeña comunidad en las afueras de Taskent. Todo de ellos fueron provistos con trabajo, educación, formación, y servicios sociales que fueron dado a otros ciudadanos soviéticos.
Barzani conocería más tarde figuras soviéticas como Gueorgui Malenkov y Nikita Jrushchov en mayo de 1953 después de la muerte de Stalin para asegurar que los soviéticos continuaría apoyándolos. Poco después, los oficiales soviéticos movieron a Barzani a una residencia en Moscú y le matriculó en la Escuela superior del partido.
Los rumores también extendidos sobre que Barzani obtuvo un rango en el Ejército Rojo, el cual tiempo después se dio como falso. Haciendo un recuento de los años de historia posterior a Yevgueni Primakov, Barzani recordó que había comprado un uniforme en una tienda Voentorg (suministros militares) mientras estaba en Taskent en 1951, y se tomó una foto con el traje puesto. Este cuadro de alguna manera cayó a las manos de inteligencia británica, el cual fue la fuente de rumores de Barzani habiendo sido enlistado como miembro del Ejército Rojo soviético.
Durante su tiempo en el exilio, el partido Democrático kurdo fue fundado en Irak, celebrando su primer Congreso el 16 de agosto de 1946, en Bagdad, eligiendo a Mustafa Barzani como su presidente. El partido más tarde se rebautizaría como el Partido Democrático de Kurdistán en enero de 1953 durante su Tercer Congreso.

## Irak y revoluciones
Tras su regreso a Irak en 1958, Barzani se comprometería en las numerosas luchas de independencia contra Bagdad, a menudo buscando y obteniendo apoyo de la KGB, la CIA, Mosad, MI6, y SAVAK, así como apoyo de Siria y Jordania que en aquella época llevaban una relación hostil con ese país, aprovechando las complejidades de la Guerra Fría en el Medio Oriente.

### Regreso del exilio y Qasim

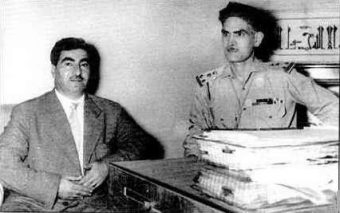
Mustafa Barzani con Abdul Karim Qasim.

Tras el golpe republicano contra la monarquía Hachemí, Barzani fue invitado para regresar a Irak por el nuevo primer ministro Abdul Karim Qasim. En octubre de 1958, Barzani y sus seguidores regresaron de la Unión Soviética, y Barzani estableció inmediatamente relaciones tibias con Qasim. Qasim esperó utilizar a Barzani como potencial aliado en las luchas de poder en Irak, como Qasim enfrentó una considerable resistencia por parte de los oficiales más nacionalistas e intelectuales del país. Mustafa Barzani enfrentó retos similares dentro del KDP, con las divisiones que aumentan en la reforma agraria, posición política, alianzas con otros partidos en Irak como el Partido Comunista iraquí. Barzani afirmó inmediatamente el control sobre el KDP, destituyendo al secretario general Ibrahim Ahmad y reemplazándolo con el procomunista Hamza Abdullah en enero de 1959 y fortaleciendo relaciones con el ICP.
Junto con los comunistas, Barzani y el KDP apoyaron a Qasim durante una revuelta del partido Baaz y otros Nacionalistas árabes en Mosul en marzo de 1959, ingresando a la ciudad para luchar contra la insurrección. A raíz de la revuelta incitada por los izquierdistas en Kirkuk en julio de 1959, Qasim denunció al ICP y Barzani hizo lo mismo, viendo al ICP como rival en el norte de Irak. Barzani rompió lazos con el partido y restauró a Ibrahim Ahmad a su posición original y ascendió a Jalal Talabani al politburo durante el cuarto Congreso del KDP en octubre de 1959, acabando la cooperación del KDP con el ICP. Aunque acogió con sastifacción la ruptura con el ICP, Ahmad aun sentía sospechas de Barzani y su política del partido y se mantuvo crítico en su liderazgo.
Qasim paso a tener sospechas hacia Barzani, se preocupó de que su poder creciente en el Kurdistán iraquí le podría dejar para convertirse en una fuente potencial de oposición a su poder en Irak y posiblemente dónde la inteligencia extranjera podría incitar la inestabilidad en Irak. Qasim comenzó a sacar provecho de las divisiones tribales en la región de Kurdistán, en especial sobre las que llevaban largos años de rivalidad con la de Barzani, como el Zebari es y el Harki, creando disputas tribales en el otoño de 1960. Otras figuras dentro del KDP como Ahmad y Talabani comenzaron a expresar mayor oposición hacia Qasim a través de las publicaciones de partido, descontentos con la falta de progreso hacia cualquier autonomía para los kurdos. Qasim cortó el sueldo del gobierno y privilegios a Barzani a inicios de 1961, y durante gran parte de ese año, la tensión entre Barzani y Qasim creció. Qasim sospechó Barzani fuese una potencial clave para los británicos de frustrar su ocupación sobre Kuwait y el aumento de armas a las pro-tribus de gobierno para mantener a Barzani fuera del poder. El 11 de septiembre de 1961, los aviones iraquíes empezaron bombardeos en la región kurda, que siguió con una emboscada en un convoy militar, y el 24 de septiembre, Qasim ordenó la clausura del KDP. El diciembre siguiente, Barzani y el KDP rompieron sus acuerdos con Bagdad y entraron en hostilidades con el gobierno.
Barzani intentó obtener apoyo de los Estados Unidos, alienando a muchos progresistas iraquíes y el ICP quién sentía en gran medida movimiento una traición para todo los miembros del KDP. Sin embargo logró dirigir eficazmente el peshmerga, causando bajs en el ejército, hasta el punto que los tratados de paz ofrecida por Qasim dos veces en noviembre de 1961 y en marzo de 1962, ambos rechazados por Barzani quién levantó demandas de autonomía. Tales demandas eran inviables para Qasim quién supo que tal concesión dañaría su imagen, y la campaña militar emprendida en contra de la rebelión.
A través de 1962, Barzani la campaña logró causar la posición de Qasim en Bagdad siendo cada vez más inestable, y dirigió las charlas del KDP con los baazistas y Nasseristas, las dos facciones con más probabilidades de éxito hacia Qasim.

### Gobierno militar
El 8 de febrero de 1963, se llevó un golpe de Estado que derrocó a Qasim y poco después fue ejecutado. El coronel nasserista Abdul Salam Arif pasó a ser el nuevo presidente de Irak y el general baazista Ahmed Hasan al-Bakr como primer ministro. El resultado final fue el dominio del partido Baaz en el gobierno, formando el Consejo Nacional de la Orden Revolucionaria.
Sin olvidar el papel de Barzani en la represión de la insurgencia en Mosul en 1959, así como los contactos de Barzani con la inteligencia extranjera, el nuevo gobierno era sospechoso hacia Barzani. Mustafa Barzani y el gobierno intentarían negociaciones ineficaces, y después de la petición de autonomía a Barzani, que incluía grandes territorios de petróleo cerca de las ciudades iraquíes de Kirkuk y Mosul, el gobierno contra del KDP en el norte del país. La campaña, sin embargo, se enfrentó a dificultades, y permitió a Arif tomar el poder en noviembre de 1963, sacando a los baazistas del gobierno nacional.
El presidente Arif ofreció inmediatamente a Barzani una tregua, la cual aceptó. Un acuerdo subsiguiente entre Barzani y Arif acabaría con hostilidades entre el gobierno y los kurdos, aunque la autonomía no se incluyó. Barzani giró su atención hacia afirmar su liderazgo sobre el KDP, debido a la oposición de varias facciones, concretamente la dirigida por Talabani y Ahmad. Pronto, las divisiones políticas evolucionaron entre los elementos tribales y conservadores de la sociedad kurda en Talabami y por el otro lado Ahmad estaba liderada por intelectuales progresistas kurdos. Barzani sin embargo, se benefició de su acuerdo con Arif, el cual le aseguró fondos y armas para afirmar su posición en Bagdad.
Durante el sexto congreso del KDP en Qala Dizeh en julio de 1964, Barzani movió contra Talabani y Ahmad, ordenó a su hijo Idris con expulsar Talabani, Ahmad, y sus seguidores del congreso. El movimiento fue exitoso y vio como la oposición huía hacia Irán, permitiéndole un control indiscutible del KDP.
Con su poder asegurado en el KDP, levantó una demanda de autonomía al presidente Arif, deteriorando la relación entre ambos. En marzo de 1965, comenzaron las hostilidades entre Barzani y Bagdad, lo que llevó a cabo una operación militar masiva en el norte de Irak, con cerca de 100 000 soldados desplegaron por Irak para luchar contra Barzani y el Peshmerga, así como otras facciones kurdas como la facción Talabani-Ahmad qué había regresado a Irak. La operación era inconclusa, con el gobierno incapaz de hacer cualquier logro importante contra Barzani y sus fuerzas, el cual recibía suministros a través de la frontera iraní. La guerra llegó a complicarse más con la llegada del invierno, lo que fue ventajoso para el Peshmerga. El gobierno otra vez utilizó divisiones entre los kurdos en la región, y había empezado a apoyar la facción Talabani-Ahmad del KDP quién introdujo a hostilidades con Barzani y sus seguidores. Antes de que se llevase a cabo una operación importante en marzo contra las sedes de Barzani cerca de la frontera de Irán, Arif murió en un accidente de helicóptero el 13 de abril de 1966.
La muerte de Arif llevó una lucha de poder en Bagdad, lo que dio a Barzani tiempo para reorganizarse, pero las operaciones se reanudaron una vez más en el verano cuando el hermano de Arif, Abdul Rahman Arif asumiera el cargo de presidente y jurada continuar la guerra. El primer ministro de civil Abd ar-Rahman al-Bazzaz vio la inutilidad del acto de guerra y, en cambio, propuso a Barzani un tratado de paz, el cual incorporó un número de demandas del KDP, formando la 'declaración Bazzaz'. Bazzaz, sin embargo, se vio forzado a renunciar en agosto de 1966, echando por tierra cualquier esperanza para que la Declaración Bazzaz para ser implementado en el momento.
Sin embargo, Arif reconocería los problemas que traería la guerra, y buscando consolidar su propia posición en Irak decidió visitar a Barzani que cayera. Barzani aceptó la oferta de tregua, reconociendo la cifra de bajas que había tomado hacia la población kurda hasta ese momento. Durante el sexto congreso del KDP celebrado en noviembre de ese año, el KDP decidió aceptar los plazos de la declaración Bazzaz pero indicó que no por ello dejaría de presionar por una autonomía.
Barzani continuó consolidando su poder en el Kurdistán iraquí, el cual mayoritariamente había caído fuera de control de Bagdad por aquel asusto. Su creciente posición sería la peste de Bagdad, atando la mayor parte de sus fuerzas durante la guerra de los Seis Días.

### Golpe Baaz de 1968 y acuerdo de paz de 1970
En julio de 1968 el partido Baaz, apoyado por el ejército, derrocó el gobierno de Arif y tomó control de Irak, regresando a Ahmed Hassan al-Bakr nuevamente al poder. El Baaz se dio cuenta de la cantidad de bajas militares en Irak y señaló resolver de manera pacífica la relación con los kurdos. El Baaz inicialmente esperó buscar un acuerdo con la facción Talabani-Ahmad eludiendo a Barzani, incitando a Barzani para entrar nuevamente hostilidades hacia el gobierno, bombardeando Kirkuk en marzo de 1969. La capacidad de asegurar la ayuda de Irán causó problemas para el nuevo gobierno Baazista, que vio que impediría cualquier victoria de carácter militar.
Por mayo de 1969 el gobierno indicó su disposición para negociar con Barzani, culminando en negociaciones formales por diciembre de ese año. Barzani exigió que los baazistas debieran romper relaciones con las facciones kurdas a favor del gobierno y la facción Ahmad-Talabani, y reconocerle como el poder único dentro del KDP, así como también se discutieron los términos de autonomía. Junto con el Dr. Mahmoud Othman conduciendo negociaciones a favor del KDP, y Saddam Hussein a favor del gobierno, el acuerdo final fue logrado el 11 de marzo de 1970. Los términos finales del acuerdo se reconocieron en el pueblo kurdo y consideradon el idioma kurdo como segunda lengua oficial de la república junto con el árabe, junto con la autonomía en el norte de Irak, que excluye Kirkuk, Khanaqin y otras ciudades kurdas, a cambio de un control militar total sobre el Kurdistán.

### Transgresión del acuerdo de paz
El gobierno comenzó los trabajos de reconstrucción en el norte de Irak para crear una región autónoma, nombrando cinco jóvenes kurdos a nivel ministerial del gobierno, incorporando los kurdos junto con el ICP al Frente Nacional y proporcionado a Barzani con un sueldo para dirigir el KDP. Ibrahim Ahmad y Jalal Talabani también se reunificaron con el KDP. Sin embargo, las relaciones se deterioraron de manera inmediata cuando Barzani acusó a Irak de continuar la arabización a disminuir las posiciones kurdas en ciudades disputadas como Kirkuk y no estar comprometidos con una verdadera región autónoma. Un intento de asesinato tuvo lugar contra Barzani en septiembre de 1971 cuando Barzani recibió autoridades religiosas en su sede. El clérigo había pensado llevar maletas con dispositivos de grabación para el beneficio de Bagdad, pero en su lugar se había cableado con explosivos. La explosión no mató a Barzani pero mató a varios de los participantes en la reunión, y en la confusión los guardias Peshmerga se apresuraron y mataron a los clérigos. Los controladores del gobierno quiénes intentaron evitar que los clérigos fuesen asesinados y lanzaron una granada, matando a un Peshmerga e hiriendo doce, pero Barzani desapareció, antes de que ellos fuesen disparados y asesinados. A pesar de ser incapaz de capturar a cualquiera de los conspiradores para interrogarlo,  Barzani mantendría que Saddam Hussein era el principal responsable del ataque.
Con su imagen del Baaz deteriorada, Barzani rechazó cerrar la frontera de Irán y continuó recibiendo armas y suministros de Irán, el cual aumentó tras el tratado de amistad Irán-Unión Soviética en abril de 1972 una vez que los Estados Unidos estuvo preocupado sobre Irak introduciéndose a la esfera soviética como Siria. Israel también tuvo un fuerte apoyo hacia Barzani esperando frustrar el poder baaz en Irak. Los movimientos reforzarían a Barzani y a sus fuerzas, pero alienaría muchas figuras dentro del KDP así como los izquierdistas simpatizantes con la causa kurda en Irak. Entre los desertores del KDP estaba el propio hijo de Barzani, Ubeydullah quién desertó del movimiento y prefirió cooperar con el régimen en Bagdad. A través de 1973, Barzani empezó a reconstruir y reorganizar el Peshmerga en anticipación a otro conflicto con Bagdad.
El 11 de marzo de 1974, el gobierno baaz aprobó la ley de autonomía que presentó a Barzani para su aprobación. Con Kirkuk no incluido y su fe en el baaz por una autonomía genuina, Barzani rechazó el acuerdo. junto a su hijo Ubeydullah, un número de miembros desilusionados del KDP, enfadados con Barzani de su apertura hacia los Estados Unidos, Israel e Irán y la traición percibida de las raíces socialistas del KDP, desertadon a Bagdad.

### Reactivación de las hostilidades y derrota
El Acuerdo de Argel fue firmado entre Irán e Irak en marzo durante una conferencia de la OPEP en Argel, encabezada por el presidente argelino Houari Boumediène y poniendo fin a la larga data entre los dos estados sobre las disputas fronterizas del río Shatt al-arab y otras disputas fronterizas, con el Secretario de Estado de los EE. UU. Henry Kissinger viéndolo como necesario para preservar la estabilidad en el Medio Oriente y cerrar oportunidades para la Unión Soviética para explotar en contra de Irán. El acuerdo estipuló que el apoyo final a Irán para el peshmerga así como ya no recibir los suministros de otros países, el cual deletreó el fin para la rebelión de Barzani cuando ya no pueda mantener el suministro peshmerga. El 23 de marzo, justo unos cuantos días después de que el Acuerdo de Argel fuese finalizado, Barzani y casi 100 000 seguidores dejaron Irak para Irán, acabando la insurrección en contra de Irak, y dejando el partido baaz para implementar sus políticas de asimilación hacia los kurdos. Ahmad y Talabani, junto con sus seguidores, irían a Siria y fundarían la Unión Patriótica del Kurdistán en junio de 1975, criticando a Barzani por su falta de liderazgo basado en el tribalismo.

## Exilio y muerte
Barzani junto con su familia se instaló cerca de la capital de Irán en Teherán en Karaj. El KDP pasó por un periodo caótico cuando intentarían reorganizarse frente a la derrota del partido baaz en Irak. Barzani y sus asesores continuaron probar para conseguir apoyo de los Estados Unidos, viendo que la Unión Soviética había resuelto por relaciones amigables con el nuevo gobierno en Irak. Los Estados Unidos solo habían mostrado que veían a los kurdos como herramienta, y no tuvieron ningún interés en llevar sus objetivos nacionalistas como Barzani pronto se daría cuenta. Los hallazgos de la Comisión de Pica confirmarían esto, mostrando la CIA estaba solo interesada en los kurdos para debilitar Irak pero nunca se tuvo ambición ante los planes de Barzani. Mustafa Barzani viviría mucho para ver el derrocamiento del Shah, la caída de Henry Kissinger, tras la derrota de Gerald Ford en los elecciones presidenciale de EE. UU. de 1976, y la muerte del presidente argelino Houari Boumediene, tres figuras que habían afectado su movimiento negativamente en su participación en el Acuerdo de Argel. Buscando para tratar su cáncer de pulmón, Barzani viajó a los Estados Unidos, y murió el 1 de marzo de 1979, en el Hospital universitario de Georgetown en Washington D. C. mientras recibía el tratamiento. Fue enterrado en el Kurdistán iraní en Oshnavieh después de su cuerpo fue llevado desde los Estados Unidos.
En octubre de 1993, sus restos fueron llevados a través de la frontera de Irán al Kurdistán iraquí, para ser sepultado en su ciudad natal de Barzan.

## Legado
Su hijo, Massoud Barzani, es el actual dirigente del KDP y fue reelegido como el presidente de la región del Kurdistán iraquí con un 66 % del voto popular en julio de 2009. Su nieto, Nechirvan Barzani, el hijo de Idris Barzani es el primer ministro del Kurdistán iraquí. Mustafa Barzani celebró su alto cargo entre kurdos nacionalistas, especialmente entre aquellos en el KDP.

## Galería

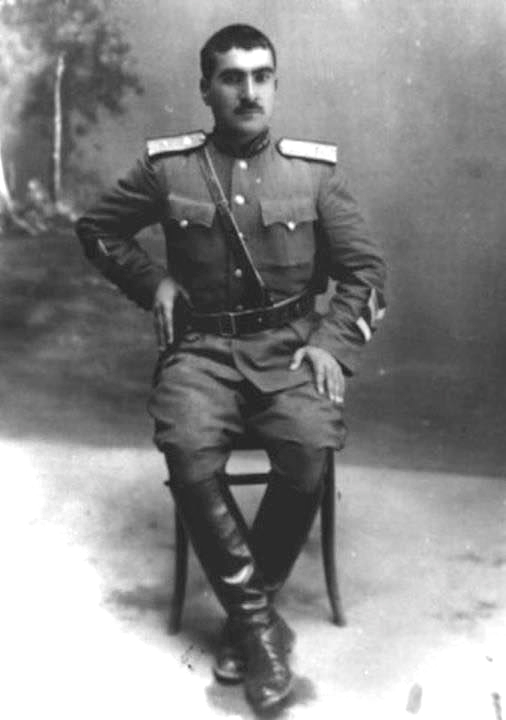
Mustafa Barzani como comandante Militar en Mahabad en 1947
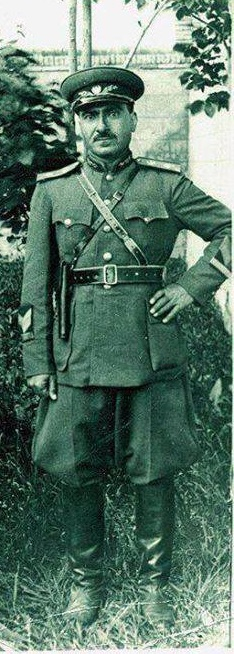
Mustafa Barzani como comandante Militar en Mahabad en 1947.
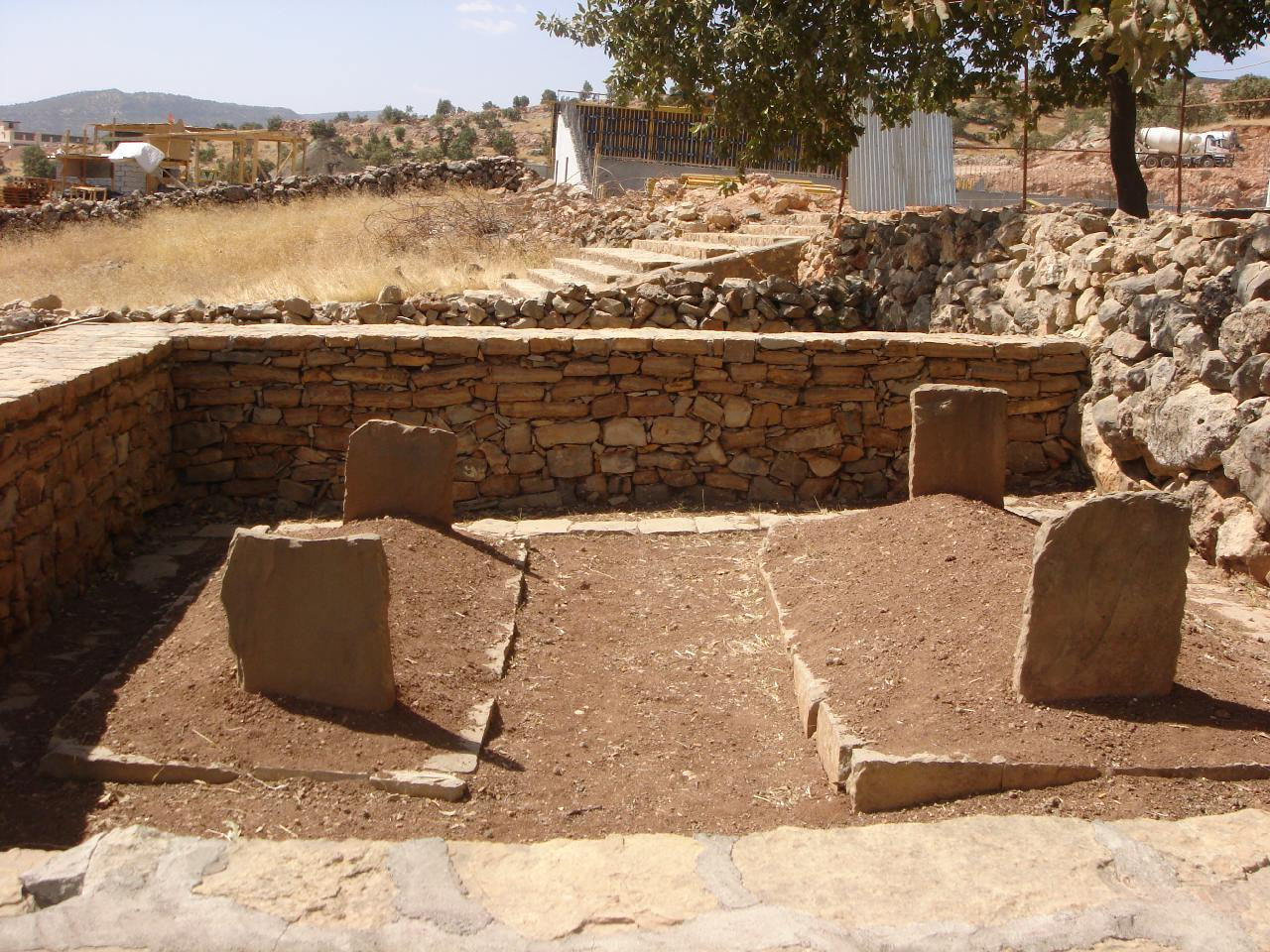
Tumbas de Mustafa Barzani y su hijo Idris Barzani.
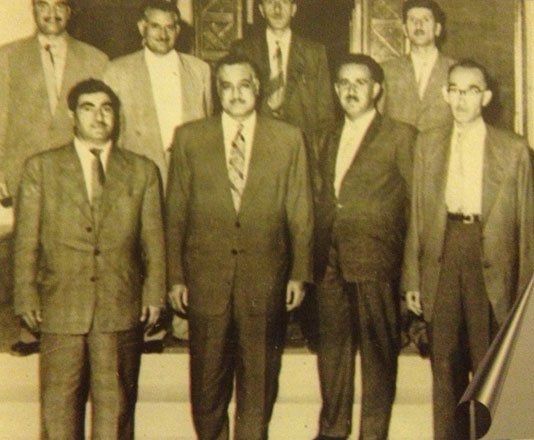
Mustafa Barzani con Presidente egipcio Gamal Abdel Nasser.
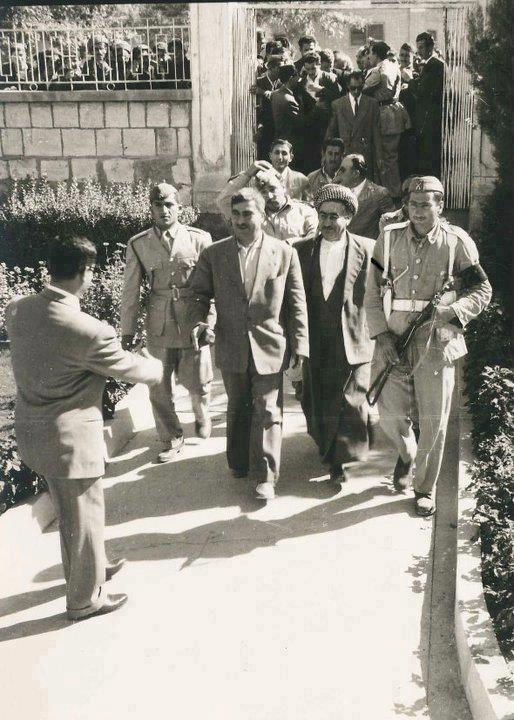
Mustafa Barzani en 1958.
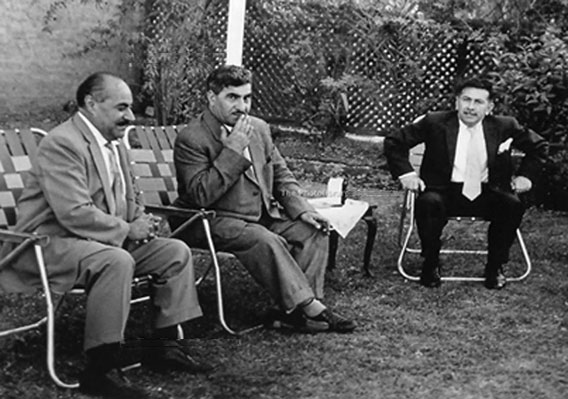
Mustafa Barzani en Bagdad en 1959.